# Suva flavimaculata
Suva flavimaculata är en insektsart som beskrevs av Yang och Hu 1985. Suva flavimaculata ingår i släktet Suva och familjen Meenoplidae. Inga underarter finns listade i Catalogue of Life.